# 耿彦波
耿彦波（1958年11月—），男，山西和顺人，中华人民共和国政治人物，现任山西省人民政府参事、山西省名人联合会代理会长。曾任大同市市长、太原市市长、中共太原市委副书记。

## 生平
出生于和顺县农家，自述其祖先世世为农，其父亲当过村支书。1976年8月参加工作，担任和顺县委通讯组干事。之后曾任晋中地区团委干事，晋中地区对台办干事。1981年12月加入中国共产党。1983至1985年，在山西大学中文系（专科）学习。毕业后长期在晋中地委办公室工作，历任干事、副科长、信息科科长、副主任等职。
1993年4月，从晋中市被下放至灵石县，任县委副书记。1995年3月任灵石县县长。
2000年3月，转任榆次市委书记，同年5月榆次撤市设区后，任晋中市榆次区委书记。2003年6月，升任中共晋中市委常委。
2004年2月，到山西省会太原市工作，任山西省政府副秘书长兼省政府机关事务管理局局长，党委书记。
2006年6月，转任中共太原市委常委、市人民政府副市长。
2008年2月，调任中共大同市委副书记，市人民政府代市长，同年7月正式当选为大同市人民政府市长，晋升正厅级。
2013年2月，太原市宣布山西省委关于太原市政府主要领导同志职务任免的决定。省委决定，耿彦波任太原市委委员、常委、副书记；廉毅敏不再担任太原市委副书记、常委、委员，另有任用。他还担任太原市人民政府副市长、代市长，并于同年4月正式当选为太原市人民政府市长，到2019年1月正式卸任。离职后任山西省政府参事、山西省名人联合会代理会长。
耿彦波有中央党校函授本科学历、工商管理硕士学位。

## 争议

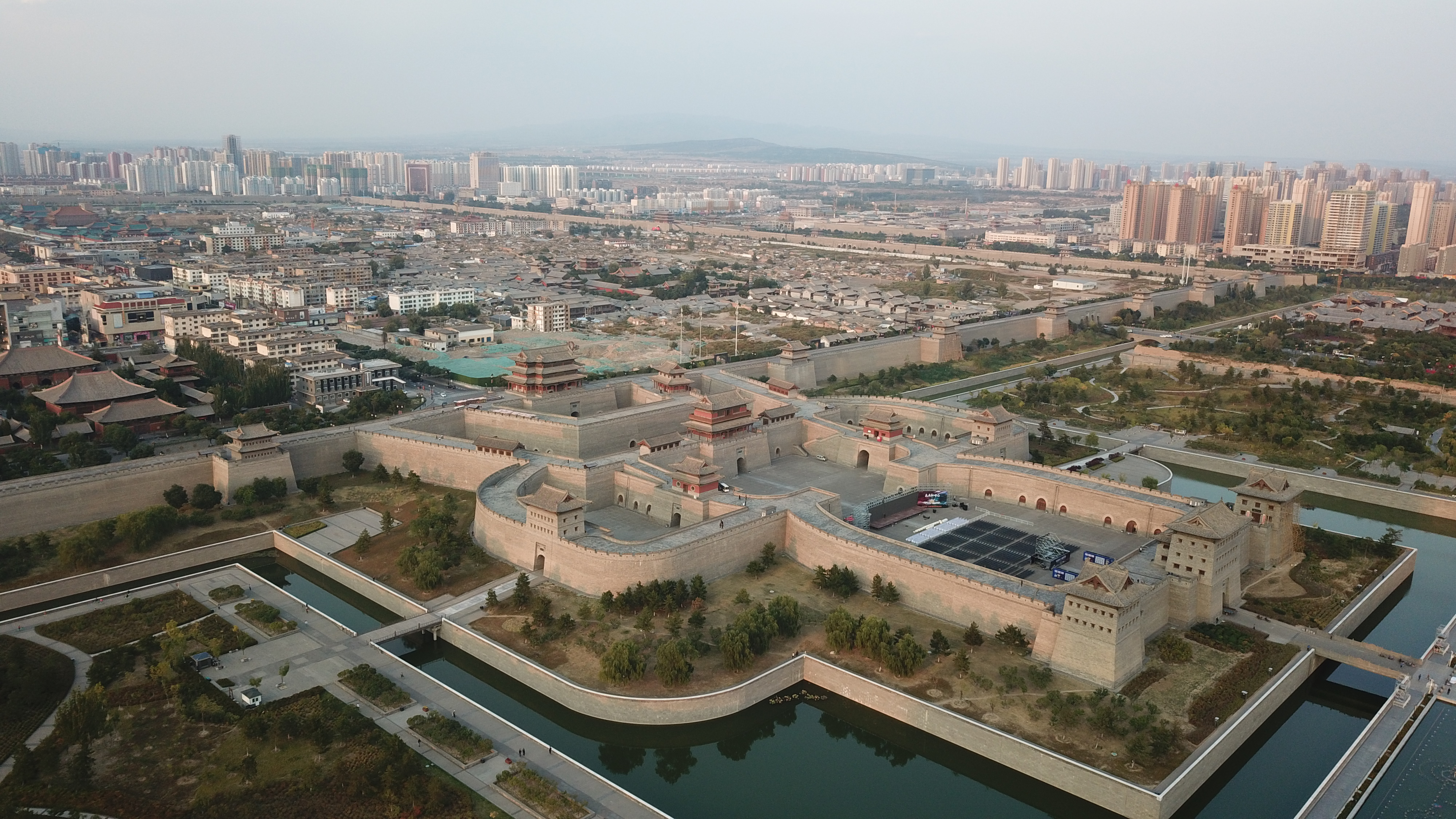
在耿主政时期，大同市老城区修复后的南城门及瓮城、护城河。

耿彦波在各地任职时大力挖掘历史文化资源，狠抓城市基础设施建设。任职灵石，开发了王家大院旅游项目；主政榆次，相继开发了常家庄园及榆次老城等景点；2007年任大同市市长以来，提出“一轴双城、分开发展”构想（据称受启发于梁陈方案）。主持开展了大同市的多处文物古迹的保护修复和景区开发工作，对大同市的违章建筑进行拆除，整修市区道路，推动御东新区建设工程；2013年调任太原，启动城市道路改造工程。他对文物的保护开发工作，以及对市容的改善得到了很多好评，然其推动的拆迁及城建带来的巨大花费也引来了不少骂声。
此外，他对文物古迹保护修复的方式也存在不少争议。著名学者、古城镇规划保护专家阮仪三对耿彦波的文物保护方式非常不认同，是“以重建和修复的名义破坏了真正的文物”，“是一个谬误，一股歪风”。“拆了真古董，却做假古董，如果都是这样的领导干部，我们的古城就保不住了。”2013年7月，耿彦波在太原并州路改造拓宽过程中未经文物部门批准而将侵华日军办公楼拆除。
2013年2月7日，山西省委突然決定，耿彥波任太原市委委員、常委、副書記。翌日在太原市十三屆人大常委會召開第九次會議，決定任命耿彥波為太原市代理市長。有媒体报道，自2月12日起，大同市民多次在耿彥波主持修復的東城牆下舉行簽名集會，表達對其感激之情。挽留耿彦波留任的请愿活动持续近一周，其中不乏大同市民下跪、打横幅、喊口号等举动。這些市民打出的標語包括「要讓大同變香港 只要留住耿市長」、「耿彥波市長 大同需要你」等標語。但同时也有评论指出，市民挽留耿彦波的举动更是在担心“人走政息”。实际上，尽管耿彦波的继任者李俊明做出了所谓“五个凡是”的承诺，但据媒体后续报道，截至2013年底，大同市的一些市政工程因政府财政的拮据而停工；市政府目前背负着超过110亿元的债务。据《财经》杂志2013年报道，一位当地政府官员估算，大同政府债务在200亿元左右。
2014年10月18日，时任大同市委书记丰立祥落马3天后，大同近千名市民在和阳门广场聚集请愿，希望耿彦波重回大同担任市委书记。另一方面，因耿主导的拆迁而利益受损的一些大同人，仍在持续不断地举报和上访。
耿彦波担任太原市长后，宣称要在3年内再造一个升级版的“晋源新城”，为此一下子推出34个城中村改造、道路新建、改建工程。仅2013年一年的拆迁面积就达到700万平方米，等于耿在大同任职5年拆迁量的一半。然而2014年太原经济出现全面滑坡，根据2015年1月的预计，全年地区生产总值增长3%左右，固定资产投资增长4.5%，城镇常住居民人均可支配收入增长8%，农村常住居民人均可支配收入增长10.5%，均未达到2014年初确定的地区生产总值增长9%左右；固定资产投资增长21%；城镇居民人均可支配收入增长10%左右；农民人均纯收入增长12%以上的预期目标。2015年1月12日，太原市经济工作会议召开，太原市长耿彦波在谈到去年的经济数据时，停顿了一下，这样说道：“这是一份令人惭愧的成绩单，省会城市不能也不应该有这样的成绩单。”

## 荣誉
- 人民网“年度最受关注地方领导”（2008年12月）
- 第四届“薪火相传——中国文化遗产保护年度杰出人物”（2011年6月）

## 文学作品
- 《大同赋》[21][22]，耿彦波赴任山西省太原市市委副书记、市长、市政府党组书记前所作的一首辞赋。

## 相关作品
- 《大同》（英語：The Chinese Mayor）又名《中国市长》，是中國導演周浩执导的一部纪录片。该片记录了耿彦波在任大同市市长期间所主导的拆迁工作[23]。2015年2月10日，该片在英國廣播公司第四台首次播出[24]；同年，獲第52屆金馬獎最佳紀錄片。